# Josip Tadić
Josip Tadić (Đakovo, 22 agosto 1987) è un calciatore croato, attaccante dello Jarun.

## Carriera

### Club
Ha collezionato una presenza nella massima serie tedesca con la maglia del Bayer Leverkusen, successivamente ha giocato nel campionato croato con la Dinamo Zagabria, con cui ha vinto campionato e Coppa di Croazia.

## Palmarès

### Club

#### Competizioni nazionali
- Campionato croato: 1

Dinamo Zagabria: 2008-2009
- Coppa di Croazia: 1

Dinamo Zagabria: 2008-2009
- Campionato lituano: 4

Sūduva: 2017, 2018, 2019
Žalgiris: 2021
- Coppa di Lituania: 2

Sūduva: 2019
Žalgiris: 2021
- Supercoppa di Lituania: 2

Sūduva: 2018, 2019